# Kornblum-DeLaMare-Umlagerung
Die Kornblum-DeLaMare-Umlagerung ist eine Namensreaktion im Bereich der organischen Chemie. Die Reaktion ist nach den Chemikern Nathan Kornblum (1914–1993) und Harold E. DeLaMare benannt, die 1951 über diese Reaktion berichteten.

## Übersichtsreaktion
Bei der Kornblum-DeLaMare-Umlagerung wird ein organisches Peroxid basenkatalysiert zu einem Keton und einem Alkohol umgelagert. Voraussetzung für die Kornblum-DeLaMare-Umlagerung ist ein α-ständiger Wasserstoff (hier in Pink hervorgehoben).
Bei den Resten R und R' handelt es sich um Organylreste. Als Base kann beispielsweise Kaliumhydroxid, Triethylamin oder Piperidin verwendet werden. Wenn das als Edukt eingesetzte Peroxid eine alpha-Aminofunktion besitzt, entstehen (a) ein alpha,beta-ungesättigtes Keton mit einer alpha-Aminofunktion und (b) ein alpha,beta-Diketon.

## Reaktionsmechanismus
Es werden mehrere mögliche Reaktionsmechanismen diskutiert.

### Ionischer Reaktionsmechanismus
Zunächst wird 1-Phenylethyl-tert-butyl-peroxid (1) durch eine Base deprotoniert. Das sich so bildende Carbanion 2 zu Acetophenon 3 und einem Alkoholat-Anion, welches im letzten Schritt unter Rückgewinnung der Base zu tert-Butanol (4) protoniert wird.

### Radikalischer Mechanismus
Der radikalische Reaktionsmechanismus wird durch elektronenschiebende Substituenten wie Enolether, Amine und Phosphine begünstigt.
Im ersten Schritt kommt es hier zur homolytischen Spaltung der Peroxid-Bindung (O–O-Bindung). Im zweiten Schritt entsteht das Produkt durch intramolekularen Protonentransfer.